# Ковтун, Павел Максимович
Павел Максимович Ковтун (1913—1980) — лейтенант Советской Армии, участник Великой Отечественной войны, Герой Советского Союза (1944).

## Биография
Павел Ковтун родился 18 (по новому стилю — 31) марта 1913 года в селе Мирополье (ныне — Краснопольский район Сумской области Украины). После окончания пяти классов школы и двух курсов сельскохозяйственной школы работал в колхозе. В ноябре 1932 года Ковтун был призван на службу в Рабоче-крестьянскую Красную Армию. В 1933 году он окончил полковую школу. В июле 1935 года Ковтун был уволен в долгосрочный отпуск, служил в военизированной охране исправительно-трудового лагеря НКВД Беломоро-Балтийского комбината (Архангельская область). В сентябре 1939 года Ковтун окончил 2-е Ленинградское артиллерийское училище. Участвовал в советско-финской войне, был тяжело ранен.
В сентябре 1940 года Ковтун был уволен в запас. В 1940-42 проживал в Чувашской АССР, где работал в женской исправительной колонии в городе Козловка. В сентябре 1942 года он повторно был призван в армию. С октября того же года — на фронтах Великой Отечественной войны.
К сентябрю 1943 года красноармеец Павел Ковтун командовал взводом управления 7-й батареи 686-го артиллерийского полка 415-й стрелковой дивизии 61-й армии Центрального фронта. Отличился во время битвы за Днепр. 28 сентября 1943 года Ковтун, находясь в составе передовой группы, переправился через Днепр в районе хутора Змеи Репкинского района Черниговской области Украинской ССР и принял активное участие в боях за захват и удержание плацдарма на его западном берегу. Группа Ковтуна отразила восемь немецких контратак.
Указом Президиума Верховного Совета СССР «О присвоении звания Героя Советского Союза генералам, офицерскому, сержантскому и рядовому составу Красной Армии» от 15 января 1944 года за «образцовое выполнение боевых заданий командования по форсированию реки Днепр и проявленные при этом мужество и героизм» красноармеец Павел Ковтун был удостоен высокого звания Героя Советского Союза с вручением ордена Ленина и медали «Золотая Звезда» за номером 2949.
За последующие полгода два раза был тяжело ранен. В мае 1945 года Ковтун окончил курсы командиров артиллерийских батарей, после чего служил на Дальнем Востоке. Участвовал в советско-японской войне, был тяжело ранен и контужен. Всего же за время своего участия в боях он пять раз был ранен и три раза контужен.
Был также награждён рядом медалей.
В мае 1946 года в звании лейтенанта Ковтун был уволен в запас. Проживал в Ташкенте, работал на местной обувной фабрике.
Умер 29 марта 1980 года, похоронен на аллее Героев Воинского кладбища Ташкента.

## Память
В посёлке городского типа Краснополье Сумской области (Украина) на Аллее Героев установлена мемориальная доска П. М. Ковтуну.